# Allegorie van de grot

Allegorie van de grot

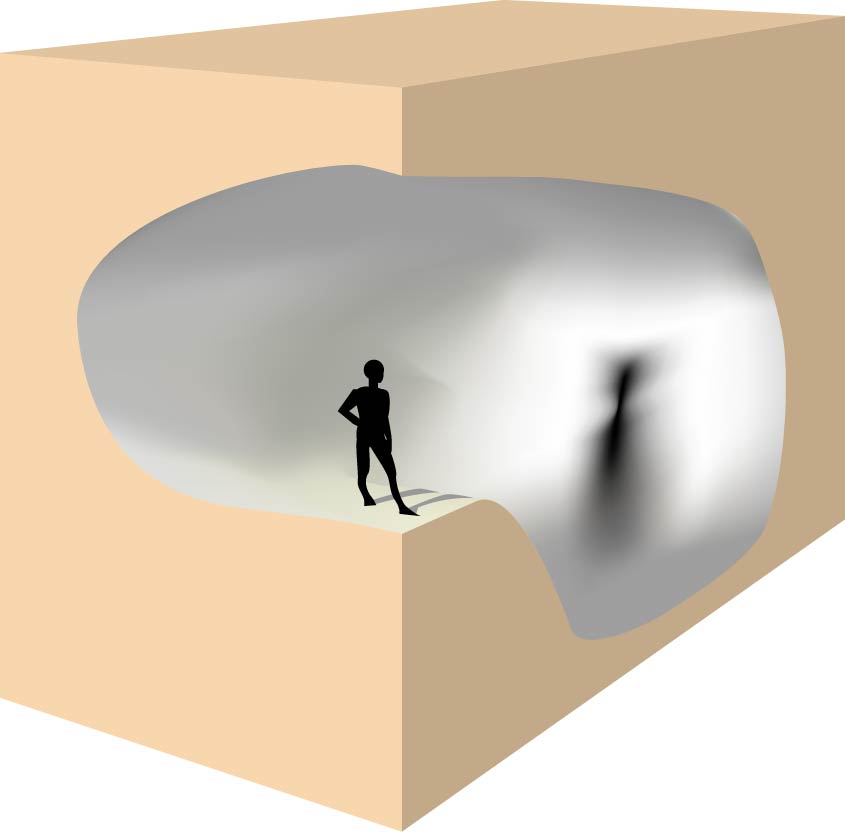
De grot

De allegorie van de grot is een van de beroemdste passages uit Plato’s  werken. Het maakt deel uit van zijn dialoog Staat (VII 514A–520A.) die het wezen van de rechtvaardigheid behandelt en ook een blauwdruk probeert te geven van de ideale staat. In de allegorie van de grot doet Plato (427 v.Chr. - 347 v.Chr.) zijn opvattingen uit de doeken over het mens-zijn en de menselijke kennis in relatie tot de realiteit. 

## De Ideeën- of Vormenleer
Voor het begrijpen van de allegorie is het nodig enig inzicht te verkrijgen in Plato's kennisleer. Hij beschouwde alles in de wereld als een voorbijgaande, aan verval onderhevige kopie van een ideale vorm met een permanent en onvergankelijk bestaan buiten ruimte en tijd. Dit is een idee dat hij ontleende aan Socrates (470 v.Chr. - 399 v.Chr.), die ook al geloofde in abstracte entiteiten die het wezen vormen van de dingen, wat als kosmologische opvatting een reactie was op de ideeën van Heraclitus. Volgens Plato was de gehele materiële kosmos doortrokken van wiskundige verhoudingen, die resulteren in een volmaakte orde en harmonie. Op deze wijze kon de hele natuurkunde worden uitgedrukt in wiskundige vergelijkingen. Dit idee ontleende hij aan Pythagoras (582 v.Chr. - 496 v.Chr.). Zo ontstond de visie dat de oppervlakkige alledaagse wereld chaotisch was. De perfecte wiskundige wereld, die niet zintuiglijk waarneembaar is, lag daaraan ten grondslag.

## Twee werelden
Plato heeft deze denkwijze op tal van terreinen toegepast, die ertoe leidde dat de realiteit werd verdeeld in twee domeinen. Er was de wereld van de mensen, oftewel de waarneembare wereld van alledag. In deze wereld gaat alles voorbij en blijft niets hetzelfde, wat Plato zelf samenvatte met alles wordt, niets is. Dit is de wereld van de zintuigen waar de dimensies ruimte en tijd heersen en waar bijgevolg niets perfect is. In de wereld der abstracties daarentegen heerst een perfecte orde en permanentie, ruimte en tijd bestaan daar niet. Door de onveranderlijkheid is dat de wereld waar de echte werkelijkheid bestaat. 
Het bestaan van deze twee domeinen heeft voor de mens dezelfde gevolgen als voor alle andere dingen. Ons lichaam, dat waarneembaar is, is ondergeschikt aan fysische wetten en bevindt zich binnen ruimte en tijd. Het ontstaat en verdwijnt weer, is niet perfect of op twee verschillende momenten identiek. De ziel echter was volgens Plato immaterieel, tijdloos en onvergankelijk. Daarmee is de ziel de permanente Vorm die ook onderdeel uitmaakt van de wereld der abstracties. 
Nu behoorde volgens Plato hetgeen bestaat tot het Goede. Voor hem vloeide hieruit voort dat het belangrijkste levensdoel van een intelligent mens het doorschouwen van de oppervlakte is, om zo door te dringen tot de eigenlijke realiteit. Wanneer men dat bereikt bevat men de wereld der Ideeën, waar de ziel reeds verblijft en tot in de eeuwigheid zal blijven. Op deze wijze zou het menselijk bestaan een repetitie zijn voor het hiernamaals. 

## De allegorie van de grot
Dit is nu de eigenlijke visie van Plato die de basis vormt voor zijn gelijkenis. Deze gaat als volgt: 
Het betreft een grote grot die met de buitenwereld verbonden is door een gang met een dusdanige lengte dat er geen daglicht in de grot valt. Er zit een rij gevangenen met hun rug naar de ingang en ze kijken naar de achterwand van de grot. Hun ledematen en halzen zijn zo vastgeketend dat ze hun hoofden niet kunnen bewegen en noch elkaar, noch zichzelf kunnen zien. Dit betekent dat ze alleen de wand voor zich kunnen waarnemen. Zo hebben ze hun hele leven gezeten en kennen zij niets anders.
Achter hen bevindt zich een vuur. Tussen hen en dat vuur staat een blokkade in de vorm van een muur die zo hoog is als een mens. Aan de andere kant van die muur lopen mensen heen en weer met allerlei dingen op hun hoofd, waaronder stenen en houten figuren van mensen en dieren. De schaduwen van de dingen vallen door het vuur op de wand waar de gevangenen tegenaan kijken. Die wand weerkaatst ook de stemmen van hen die de dingen sjouwen. Plato betoogde dat het enige dat de gevangenen in hun leven waarnemen de schaduwen en echo's zijn. Ze zullen denken dat deze de realiteit vormen en hun gesprekken zouden over de waarneming van deze realiteit gaan.
Als een gevangene de ketenen zou kunnen afschudden, zou deze door de levenslange ketening in het halfduister zo verkrampt zijn dat het alleen al pijnlijk zou zijn om zich om te draaien, bovendien zou het vuur verblindend zijn. Volkomen in de war zou de gevangene zich weer willen omkeren naar de wand met schaduwen, naar de realiteit die begrijpelijk is. Als de gevangene uit de grot naar het felle zonlicht zou worden geleid, zou deze pas na lange tijd iets kunnen zien en dat begrijpen. Eenmaal gewend aan de bovenwereld zou de duisternis terug in de grot weer tijdelijk verblindend werken. De ervaringen van de gevangene zouden onbegrijpelijk zijn voor de andere gevangenen, omdat hun taal alleen naar schaduwen en echo's verwijst.
De behendigheid om de weerkaatste schaduwen te zien en te omschrijven zal geleden hebben onder de ervaringen van de gevangene en op de andere gevangenen zou deze minder slim overkomen. Ze zullen de gevangene zelfs als een gevaar zien en mogelijk dreigen te doden.

## Betekenis van de allegorie
De allegorie verduidelijkt de betekenis en noodzaak van het filosofische leerpad, dat wordt gepresenteerd als een proces van bevrijding. Het doel ervan is de opstijging vanuit de zintuiglijk waarneembare wereld van vergankelijke dingen, die wordt vergeleken met een ondergrondse grot, naar de zuiver spirituele wereld van het onveranderlijke zijn. Zo'n beklimming, zegt Socrates in de dialoog, kan alleen worden bereikt door een filosoof die lange tijd volhardend streeft.